# Lucile Randon

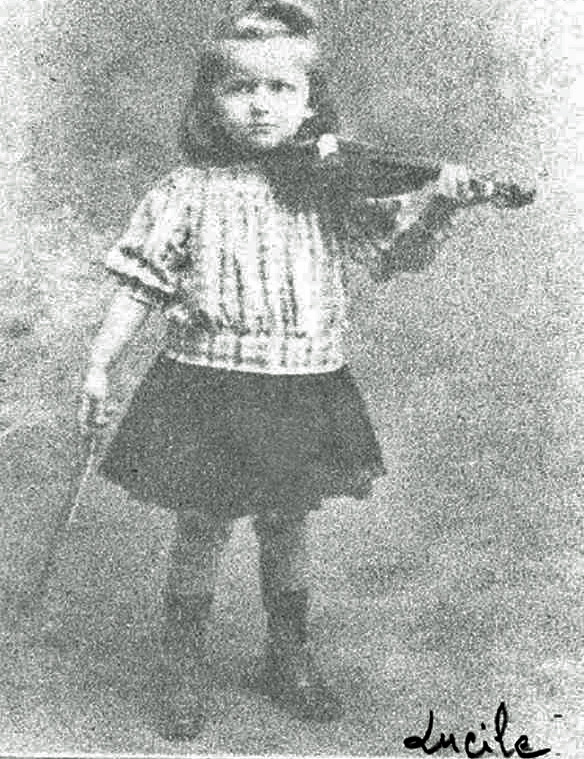
Lucile Randon (c. 1907-1910)

Lucile Randon (Alès, 11 februari 1904 – Toulon, 17 januari 2023; kloosternaam Sœur André) was een Franse supereeuwelinge en vanaf 19 april 2022 tot haar eigen overlijden op 17 januari 2023 de oudste erkende levende mens ter wereld.

## Biografie
Randon werd geboren in 1904, als dochter van Paul Randon en Alphonsine Soutoul. Ze was de jongste van vijf kinderen.
Ze kwam uit een protestantse familie, maar bekeerde zich op 19-jarige leeftijd tot het katholicisme. Sinds 1916 op een leeftijd van 12 werkte ze als gouvernante bij verscheidene gegoede families. In 1944 deed ze intrede in het klooster Maison des Filles de la Charité te Parijs als Zuster André. Van 1945 tot 1963 werkte ze in het hospitaal van Vichy. Daar zorgde ze voor de opvang van wezen en ouderen. In 1979 beëindigde ze haar actieve carrière.
Na de dood van Marie-Josephine Gaudette op 13 juli 2017 werd ze de oudste religieuze ter wereld. Ruim drie maanden later werd ze, na de dood van Honorine Rondello, de oudste levende persoon in Frankrijk. Op 2 juni 2019 overtrof ze de leeftijd bij overlijden van voornoemde Gaudette, waarmee ze de oudste religieuze ooit werd. Ruim twee weken later werd ze, na de dood van Maria Giuseppa Robucci-Nargiso, de oudste levende persoon in Europa. Op 19 april 2022 werd ze, na de dood van Kane Tanaka, de oudste geverifieerde levende persoon ter wereld.
In februari 2021 werd bekend dat zij besmet was geraakt met het coronavirus. Ze woonde toen in een verzorgingstehuis in Toulon. Ze bleef zonder klachten en ging in isolatie en werd na drie weken genezen verklaard.
Randon overleed in de nacht van maandag 16 januari op dinsdag 17 januari 2023 op 118-jarige leeftijd.